# 视频透视显示
视频透视显示（英语：Video See-Through Display，缩写为VST），是扩展现实领域中所用的一种显示方法，其定义为通过摄像头捕捉用户视野中的现实场景，并将这些视频流与计算机生成的虚拟图像结合后显示在屏幕上。用户通过屏幕观看经过处理的组合图像，从而实现混合现实（MR）效果，将结合真实和虚拟世界结合起来。当前的虚拟现实（VR）设备（包含Apple Vision Pro）均采用视频透视显示的方式让用户感知混合现实。